# Tőkési ág
A Tőkési ág (szlovákul Klátovské rameno) a Kis-Duna jobb oldali ága. Partján található két legnagyobb település Dunatőkés és Vásárút. Itt található az azonos nevű természeti rezervátum.

## Elhelyezkedése
A Tőkési ág a Patonyi-réteknél ered és Nyárasdon folyik vissza a Kis-Dunába.

## Bevezető
A Tőkési ágnak nincsen forrása, és nem is egy felszíni leágazás, hanem a talajvízből tör a felszínre Patonyi-rétek községnél, ezért vize nagyon tiszta. A víz több község rétjén, szántóföldjén vagy területén halad át halad át: Alsópatony, Dunatőkés, Felsővámos, Sikabony, Csallóközkürt, Vásárút, Nemeshódos, Nagyabony, Alsó és Felső Nyárasd. A Tőkési ág felső részén nem meghatározott a folyása, van ahol a föld alatt folyik. Sokszor egy-egy tavacska jelöli a folyását, gazdag vízinövényekkel. Ezt a tájformát főleg Csótfa környékén lehet tapasztalni. Mélysége változó: a néhány cm-től egészen az 5 méterig terjedhet.

## Tőkési ág nemzeti park
Ezt a területet 1993-ban nyilvánították nemzeti parkká. A terület 306,4 hektáron védi a nyárfa, fűzfa és éger erdőket, a természetes eutróf és mezotróf állóvizek lebegő növényzetét és elmerült edényes növényeit, a sík kaszálóréteket és az ártéri tölgy-szil-kőris erdőket, valamint a gyertyános-tölgyeseket.

## Állatvilág
A Tőkési ág környékén sok faj él. A sok faj közül néhány példa: vöröshasú unka (Bombina bombina), vidra (lutra lutra), bütykös hattyú (Cygnus olor), szürke gém (Ardea cinerea), eurázsiai szárcsa (Fulica atra), fehér gólya (Ciconia ciconia), törpegém (Ixobrychus minutus), darázsölyv (Pernis apivorus), jégmadár (Alcedo atthis), karvalyposzáta (Sylvia nisoria), szarvasbogár (Lucanus cervus), szivárványos ökle (Rhodeus sericeus amarus), réti csík (Misgurnus fossilis), széles durbincs (Gymnocephalus baloni), halványfoltú küllő (Gobio albipinnatus), vágó csík (Cobitis taenia), balin (Aspius aspius), leánykoncér (Rutilus pigus), csuka (Esox lucius), csapósügér (Perca fluviatilis), kárász (Carassius carassius), bodorka (Rutilus rutilus), menyhal (Lota lota), tavi béka (Rana ridibunda), kecskebéka (Rana esculenta) és még sok más állatfaj. A túzok (Otis tarda) egyedszáma növekszik.
32 faj az édesvízi puhatestűek.
Kutatásokkal megállapították, hogy 80 madárfaj él itt, ebből 70 itt is fészkel. Ezen kívül még 102 rovarfajnak ad otthont a Tőkési ág. Itt jellemezték a Dorytomus család eddig ismeretlen ágát. Állítólag máshol még nem látták ezt a családot.

## Növényvilág
A Tőkési ág jellegzetes növényei a fekete nyár (Populus nigra), fehér nyár (Populus alba), törékeny fűz (Salix fragilis), fehér fűz (Salix alba), magas kőris (Fraxinus excelsior), mézgás éger (Alnus glutinosa), erdei iszalag (Clematis vitalba), csíkos kecskerágó (Euonymus europaeus), borostyán (Hedera helix), vízi lófark (Hippuris vulgaris), fehér tündérrózsa (Nymphaea alba), sárga vízitök (Nuphar lutea), kanadai átokhínár (Elodea canadensis), gyűrűs süllőhínár (Myriophyllum verticillatum), széleslevelű gyékény (Myriophyllum verticillatum).

## Nevének eredete
Nevét valószínűleg lassú folyásán úszkáló tőkés récékről kapta.

## Építészeti érdekességek
A Tőkési ág partján található a tőkési vízimalom. Itt a vizet összeszűkítették, így gyorsabb lett a folyása. 